# Redbergslids IK
El Redbergslids IK és una entitat esportiva de la ciutat de Göteborg, a Suècia, dedicada a la pràctica de diferents esports com atletisme, bandy, futbol o patinatge, si bé la secció que ha esdevingut més important ha estat la d'handbol.
L'equip d'handbol disputa la Primera Divisió nacional, la qual ha guanyat en 20 ocasions. No obstant això, el títol més important del seu palmarès és la Copa d'Europa d'handbol de 1959 que guanyaren enfront del Frisch Auf Göppingen alemany. També fou finalista de la Recopa d'Europa d'handbol de 2003, però en aquesta ocasió caigué derrotat enfront del BM Ciudad Real.

## Palmarès
- 1 Copa d'Europa: 1959
- 20 Lligues sueques: 1933, 1934, 1947, 1954, 1958, 1963, 1964, 1965, 1985, 1986, 1987, 1989, 1993, 1995, 1996, 1997, 1998, 2000, 2001, 2003